# Gaby Feyaerts
Gabriëlle Antoinette Henri (Gaby) Feyaerts (Merksem, 13 januari 1946) is een Belgisch journaliste.

## Levensloop
Gaby Feyaerts is de enige dochter van Jules Feyaerts, wijlen  een  zelfstandige ondernemer uit Putte bij Mechelen, en Louisa Belmans. Ze  studeerde aan het Koninklijk Atheneum van Laken.  Feyaerts behaalde in 1967 aan de Rijksuniversiteit Gent het diploma van licentiaat geschiedenis en pers- en communicatiewetenschappen onder professor Theo Luyckx. 
Feyaerts was van 1967 tot 1983 journalist, de eerste drie jaar zonder carrière. Ze begon haar carrière in 1970 op de algemene redactie van Het Laatste Nieuws en werd er in 1979 hoofd van de redactie buitenlands nieuws. In 1983 verliet ze de krant en werkte ze als freelance journalist voor de toenmalige BRT-tv, Het Belang van Limburg en Dag Allemaal. 
Feyaerts was in 1989 als nieuwsredacteur nauw betrokken bij de start van VTM. Ze was er als directeur informatie actief van 1990 tot 1996 en verzorgde er ook de eindredactie van het journaal. Ze werd in deze hoedanigheid opgevolgd door Klaus Van Isacker. Daarna was ze nog een aantal jaren actief als media-adviseur.
Gaby Feyaerts was gehuwd met Guido Van Liefferinge, uitgever van het Vlaams weekblad Dag Allemaal.